# Mimetus epeiroides
Espèce
Mimetus epeiroides est une espèce d'araignées aranéomorphes de la famille des Mimetidae.

## Distribution
Cette espèce se rencontre aux États-Unis au Massachusetts, au Rhode Island, au Ohio, au Michigan, en Indiana, en Illinois et au Wisconsin et au Canada au Québec, en Ontario, au Manitoba, au Saskatchewan et en Alberta,.
Elle a été introduite aux îles Galápagos.

## Description
Le mâle holotype mesure 3 mm.
Le mâle décrit par Kaston en 1948 mesure 3,4 mm et les femelles de 4,4 à 4,7 mm.

## Systématique et taxinomie
Cette espèce a été décrite par Emerton en 1882. Elle est placée en synonymie avec Mimetus interfector par Keyserling en 1886. Elle est relevée de synonymie par Chamberlin en 1923.

## Publication originale
- Emerton, 1882 : « New England spiders of the family Theridiidae. » Transactions of the Connecticut Academy of Arts and Sciences, vol. 6, p. 1-86 (texte intégral).